# Чужий 3
«Чужий 3» (англ. Alien3) — американський науково-фантастичний фільм 1992 року, режисерський дебют Девіда Фінчера. Третя частина циклу фільмів про боротьбу лейтенанта Елен Ріплі та «Чужих».

## Сюжет
Поки космічний корабель «Сулако» Елен Ріплі, Двейном Гіксом, Ребеккою та андроїдом Бішопом летить до Землі, на борту виявляється «лицехват» Чужих. Намагаючись проникнути в анабіозну капсулу, істота раниться і її кислотна кров пошкоджує обладнання корабля. В результаті аварії, від корабля відстиковується рятувальна капсула і падає в океан планети Фіорина «Ф'юрі» 161, де в занедбаному металургійному заводі розташована в'язниця.
Усі пасажири, крім Ріплі, гинуть при посадці неподалік від берега. Персонал в'язниці рятує її, тим часом «лицехват» відкладає ембріон в сторожового пса (в режисерській версії вола, що витягав капсулу на берег) і згодом з його тіла виривається новонароджений Чужий. Лікар Джонатан Клеменс і директор Гарольд Ендрюс доглядають за Еллен та оберігають її від в'язнів. Дізнавшись обставини падіння на планету, Ріплі просить зробити розтин тіла Ребекки, помилково підозрюючи, що вона заражена. Лікар допитується нащо це було потрібно, але Ріплі не розповідає.
Тіла загиблих спалюють в плавильному цеху. Відвідавши церемонію спалення, Ріплі дякує за допомогу та намагається знайти своє місце серед жителів в'язниці. Незабаром в'язень Мерфі виявляє скинуту шкіру Чужого і пропалений кислотою отвір. Зазирнувши туди, він отримує плювок кислотою і гине. Клеменс розуміє, що це був не нещасний випадок, а згодом дізнається, що компанія «Вейланд-Ютані» зв'язалася із наглядачем і наказує будь-що оберігати Ріплі. Тим часом сама Ріплі забирає із своєї капсули бортовий самописець та підключає його до останків Бішопа. Андроїд повідомляє, що «Вейланд-Ютані» весь час отримувала дані з «Сулако» і на борту справді був прибулець.
Трьох в'язнів відправляють обстежити тунелі, де двох убиває Чужий, а третій божеволіє від переляку і вину покладають на нього. Він розповідає про «дракона», Ріплі розуміє, що Чужий на волі, та їй не вірять. Шукаючи зброю, Ріплі дізнається, що у в'язниці немає жодної вогнепальної зброї, а єдиний спосіб покинути планету — вантажний корабель, що прилітає раз на пів року. Ріплі ізолюють в лазареті, куди проникає Чужий, але несподівано тікає. Ріплі біжить до їдальні, де Ендрюс проводить нараду. Чужий на очах у всіх присутніх затягує Ендрюса у вентиляцію.
В'язні вирішують загнати Чужого до складу ядерних відходів. Для цього вони розливають в коридорах горючу речовину, але через напад чудовиська вона спалахує зарано. Ріплі стає зле, вона підозрює, що заражена, тому лягає в медичний сканер. Обстеження показує, що в її тілі є ембріон Королеви Чужих, тому доросла особина не зачепила її. Ріплі шукає Чужого аби той вбив її, але істота тікає. Тоді Ріплі просить релігійного Ділона вбити її, але той вимагає, щоб спочатку Ріплі допомогла вбити дорослого Чужого. В цей час директор викликає медиків «Вейланд-Ютані», котрі вирушають на планету забрати ембріон. Ріплі розуміє, що компанія прагне заволодіти Чужим і використати його як зброю. В'язні вирішують загнати Чужого до плавильному цеху, де залити розплавленим свинцем.
Чужого вдається заманити в тунелі, що ведуть у цех, але дорогою істота вбиває багатьох ув'язнених. Ділон приманює істоту до себе, а Ріплі виливає зверху кілька тон свинцю. Проте Чужий виривається, тоді Ріплі виливає на нього воду, від перепаду температур панцир Чужого лускає, розірвавши чудовисько на шматки.
Прибувають лікарі та солдати «Вейланд-Ютані». Їхній представник, творець Бішопа, стверджує, що Ріплі врятують, а ембріон Чужого знищать. Ріплі не вірить і падає в розплавлений метал. Під час падіння з її грудей вилуплюється Чужий, та Ріплі притискає істоту себе, тож обоє тонуть в металі. Представники компанії залишають спорожнілу в'язницю, забираючи з собою єдиного вцілілого Морса. Фільм завершується рапортом про те, що в'язницю закрито, а все її обладнання продано на металобрухт.

## У ролях
- Сігурні Вівер — Елен Ріплі
- Чарльз Даттон — Леонард Ділон
- Чарльз Денс — Джонатан Клеменс
- Пол Мак-Ґанн — Голік
- Браян Гловер — Гарольд Ендрюс
- Ральф Браун — Френсіс Ерон
- Деніел Веб — Роберт Морс
- Кристофер Джон Філдс — Рейнс
- Голт Маккеллені — Джуніор
- Ленс Генріксен — Ленс Бішоп (голос)/Майкл Говард Бішоп (Бішоп II)
- Кристофер Фейрбенк — Томас Мерфі
- Карл Чейз — Фрінк
- Леон Герберт — Богс
- Винченцо Николи — Джуд
- Піт Постлетуейт — Девид
- Пол Бреннен — Трой
- Клів Мантл — Вільям
- Пітер Гінес — Грегор
- Добі Опарей — Артур
- Філіп Девіс — Кевін
- Ніал Баггі — Ерік
- Хі Чінг — Представник Компанії
- Даніель Едмонд — Ньют